# 레오네스 네그로스 UdeG
클루브 데포르티보 레오네스 네그로스 데 라 우니베르시다드 데 과달라하라(Club Deportivo Leones Negros de la Universidad de Guadalajara)는 멕시코 할리스코주에 있는 과달라하라를 연고로 하는 축구 클럽으로 구단의 정식 명칭은 스페인어로 "검은 사자들"이라는 뜻을 가진 레오네스 네그로스(Leones Negros)로도 더 많이 알려져 있으며 현재 리가 데 엑스판시온 MX에 참가하고 있다.

## 선수 명단

### 현역
참고: FIFA 자격 규정에 따라 소속된 국가대표팀 국기를 표시합니다. 선수는 복수의 FIFA 비회원국 국적을 가지고 있을 수 있습니다.
| 번호 | 포지션 | 국적 | 이름            |
| ---- | ------ | ---- | --------------- |
| 13   | FW     |      | 알베르토 오세호 |

| 번호 | 포지션 | 국적 | 이름 |
| ---- | ------ | ---- | ---- |